# キス濱ラーニング
『キス濱ラーニング』（キスはまラーニング）は、2012年10月3日から2014年3月26日までテレビ朝日系列で放送されていたバラエティ番組。

## 概要
『濱キス』に続くKis-My-Ft2と濱口優との冠番組。「痛みを伴って学んだことは覚えていく」として、義務教育から大学レベルまでの履修内容を、体を張った方法を用いながら勉強していく。
主に、「○○ラーニング」と称した、合格基準を満たすまで課題をやり続ける企画に挑んでいく。2012年12月14日放送分のスペシャルからは、芸人チームとの対抗戦方式で行なっている。『キス濱ラーニング』では芸人チームが勝ってもキス濱チームが勝つまで強引にやり続けるのがお約束であったが、『〜2』以降は収録時間や放送時間の都合で、キス濱チームの負けや引き分けで終わったり、キス濱チームが勝っていても延長戦を行う事が多い。
2013年4月からは『キス濱ラーニング2』、同年10月からは『キス濱ラーニング3』と、半年ペースでリニューアルされているが、放送内容はほぼ同じである。
2013年3月20日は当初テレビ朝日では放送を予定していたが、WBCの決勝録画中継のため休止となった。また、その際に流れる予定であった分は8月14日に「おくラーニング」として一部放送された。
「キス濱ラーニング3」からは番組テーマとして「Fire」を掲げ、バラエティに慣れてきたキスマイに対しもっと熱くなってもらうために「逆MVP制度」を導入。その日のロケ終了時にメンバー内でその日の収録で一番頑張っていなかった人を相互投票。選ばれてしまった人（同点1位が複数いる場合は同点1位全員）は×印のスタンプが押され、多く貯めてしまうと「とんでもないこと」が起きるとされた。その後、6回の収録を終えた際に濱口から真意が伝えられ、「キスマイは7人は多すぎる。5人ぐらいがちょうどいい。」として、逆MVPの回数が多かった2人が、通常ロケとは別の過酷ロケに挑まされることが発表。結果、二階堂と北山がワースト2になり、「漫画キャラーニング」の裏で「パラパラーニング」に挑まされることになった。以降は本体ロケと裏ロケの2班体制となり、本体ロケで活躍できなかった2人が次回の裏ロケへ回ることとなった。
2014年3月26日をもって放送は終了となり、次回作にはキス濱テレビとして放送する事となった。

## 出演者
- Kis-My-Ft2
- 濱口優（よゐこ）

## 主な内容
吹きラーニング・叩きラーニング（音楽）
世界で活躍するJazz鍵盤ハーモニカ奏者TommyCHOを先生・審査員として招き、 リコーダー（吹きラーニング）・木琴（叩きラーニング）を学ぶ企画。濱口とキスマイの8人が小学校から中学校（木琴は高校まで拡大）で習う曲やヒット曲・アニメソングを、リレー形式で演奏。間違えることなく完奏すれば次の学年へ進出。誰か1人でも間違えれば最初からやり直し。全ての曲をクリアするまで終わることはできないが、万が一次の仕事により離脱しなければならない者が出た場合は他のメンバーが残りのパートも担当しなければならない（吹きラーニングでは5人まで減ったため急きょ講師も加えた6人で挑戦した）。
吹きラーニング・対決版
キス濱チームと大地洋輔（ダイノジ）・ニッチェ・ミラクルひかるの「音楽芸人軍団」との対決。鍵盤ハーモニカの演奏を選抜された4人で演奏。1人1パートずつ演奏し、完奏することができればクリア。交互に挑戦し先にクリアした方がそのラウンドを獲得。先に2ラウンド先取したチームの勝利。
練習時間は1回戦（小学生レベルの「小さな世界」） は15分、2回戦（中学生レベルの「津軽海峡・冬景色（グリッサンドが含まれる）」）は30分、3回戦（高校生レベルの「ハイ・ホー（重音奏法が含まれる）」）は40分。
しかし、キス濱チームが敗北したため「勝つまで延長戦」を実施。課題曲を規定時間練習後通常通り挑戦した。また、キス濱チームは途中から8パートを8人全員で演奏するハンデももらって挑戦した。
自腹ーニング（英語）
「自腹」という最も痛みを伴うやり方で英語を学ぶ企画。キスマイの7人が100円ショップにおいてある商品全ての英単語を分担して学習。チャレンジでは出された品物の名前を示す英単語を、二者択一で選ぶ。正解すれば次の問題へ進み、10問連続正解でクリアとなる。ただし、間違えてしまった場合は1問目からやり直し。さらに間違えてしまった単語の商品を現在の挑戦回数分自腹で購入（7人で折半）しなければならない（1回目で105円、2回目で2個×105円=210円。）。そのため、失敗が多くなるほど自腹額も多くなる。問題を間違えた場合は新たな10問の問題セットが用意され、一度解答した問題は出題されなくなる。また、1回目の挑戦で成功した場合は賞金100万円が贈られる。初めてタイムアップとなり、課題をクリアすることができなかった。
対決版
キス濱チーム（濱口も参加）対オリエンタルラジオの対決。基本ルールは変わらないが、この回のみ1回の購入数が「挑戦人数（キス濱チームは8人、オリラジは2人）×挑戦回数」にアップしている。キス濱チームの先攻で、1回ずつ交互に挑戦。先に10問連続正解したチームが勝利。
2012年12月14日放送分（特番）ではセクション別に3回戦行い、2戦先取したチームの勝利。敗者は勝利チームが負担した自腹分も補償しなければならない。ただし、基礎学力に差があるためハンデとしてオリラジの2人は1回戦・2回戦を予習無しで挑戦した。
2013年5月15日・22日放送分では、場所をホームセンター『ドイト』に移して実施。共に2回目で成功し、サドンデス方式の延長戦で決着がついた。
2013年11月14日・21日放送分では、場所を雑貨屋『ヴィレッジバンガード』に移して実施した。また、ノルマは5問連続正解に軽減された。
2013年12月20日放送分（特番）では、場所をディスカウントストア『ドン・キホーテ』に移してオリラジ・平成ノブシコブシ・U字工事と対決。ルールも制限時間8時間内に各セクションごとに各チーム1回挑戦、5問連続正解か不正解でそのセクションでのチャレンジを終了。トータルの正解数が多いチームの勝利（同点の場合は1問ずつ挑戦するサドンデス）。
食べラーニング（国語）
漢字を舌と胃に記憶する企画。キスマイと濱口の8人が魚の漢字400個を勉強後、回転寿司のレーンに流れるお皿を取り（フタで隠されているため開けるまで何のネタかは知ることはできない）、中にある寿司1貫を完食後、書かれているそのネタとなっている魚の漢字を読む。10問連続正解でクリアだが、1問でも間違えたら最初からやり直し。そのため、クリアするまで永遠に寿司を食べ続けることになる。なお、1回目のチャレンジで10問連続正解できた場合は賞金10万円が贈られる。
一度はクリアしたものの、あくまで「練習」という位置づけであり、そのまま難易度アップ＆寿司2貫完食に引き上げられた上級編も挑んだ（キスマイには練習クリア後に明かされた）。
地図ラーニング（社会・地理）
県庁所在地と、前番組「濱キス」にて「せんべい1000枚を食べきる」に挑戦し、未だ8人のトラウマとなっている煎餅を組み合わせた企画。最初に選ばれた都道府県の県庁所在地が書かれた各地の煎餅（ダミーあり）を選び出し1人1枚食べきる。正解すれば正解した都道府県が地図上で赤くなる。以降はこれまでに正解した都道府県と隣接した県（海上隣接も可）を選択していき、県庁所在地を解答していく。10問連続正解でクリアだが、1問でも間違えたら最初からやり直し。解答者に選ばれた人のみせんべいを選択することができ、他の人は小部屋で待機しなければならない。また、10問中必ず1人1回は挑戦しなければならない。また、簡単な県ほどせんべいが過酷（大きい・固い・辛いなど）になっている。
また、このルールも「練習」であり、クリア後は真の課題である「沖縄県から北海道まで一つなぎで解答し日本縦断を目指す」に挑戦。沖縄県からスタートし、正解を重ねて北海道を目指すことを目標とするが、不正解でもリセットされない代わりに隣接している他の都道府県に挑戦することができる。ただし、挑戦できる県が無い場合は沖縄県から再スタートとなる。
マヨラーニング（家庭科）
味覚を鍛える企画。用意された9種類のマヨネーズを8人が覚えたのち、リレー形式の利きマヨネーズに挑戦。8人連続で正解すればクリアだが、間違えたら1人目からやり直し。なお企画中は、マヨネーズを食べる際に必ずブロッコリー1個につけて食べなければならない。
戦国食べラーニング（社会・歴史）
玉森が主演する「信長のシェフ」にあやかった企画。出された食材や料理が戦国時代（1467年～1600年頃）の時点で既に食べられていたか（現在と調理法などが違う場合でも「食べられていた」となる）、食べられていないか（伝来している場合でも食用としていない場合は「食べられていない」となる）を当てる。ただし、解答するには出題された食材・料理を完食しなければならない。5問連続正解でクリア。不正解の場合は最初からやり直し。
途中からは不振続きのキス濱に対し、ライバルとしてハライチとの対決方式に移行。交互に挑戦し先に5問連続正解したチームの勝利となる。
「信長のシェフ」最終回直前の時期には、対戦相手にオリエンタルラジオを迎えて第2弾を実施。出演者には内緒で夏役の志田未来がサプライズで登場、次の仕事で現場を抜けるまで、出演者と一緒にラーニングに挑んだ。また3週分割での放送となり、当初「信長のシェフ」最終話後に完結編が放送される予定であったが、WBC中継で最終話が1週延期となった為、完結編も番宣に間に合う珍事が起きた。
見ラーニング（特別授業・バラエティ）
もしものシミュレーションバラエティー お試しかっ!内の企画「帰れま10」にて、他のメンバーがクイズプレゼンバラエティー Qさま!!内の企画「プレッシャーSTUDY」に行く中、濱口が1人で挑戦していた「1人帰れま10」の映像を8人で視聴し、濱口の言動からバラエティの極意を学ぶ。途中では濱口に対しバラエティやロケに関する質疑応答が行われた。
のぼラーニング（社会・歴史）
前番組「濱キス」で行われた「漢字階段」の人物編。古代から現代までの歴史上の人物50人の写真が石段上に設置。その人が誰なのかを2択で当てる。正解すれば石段を上り次の問題へ。不正解の場合は石段を降り最初からやり直しとなる。なお、失敗しても問題は変更されない。
U字工事との対抗戦で行い、先に50問連続正解したチームの勝利。また、キス濱チームとU字工事チームで問題は別になっている。
終わラーニング（全教科）
番組が2学期として「キス濱ラーニング2」になるということで、これまで間違えた問題をおさらいし、正解して「問題を成仏させる」ことに挑戦する。
1問挑むごとに巨大せんべい1枚を完食後、書かれている問題に挑み正解していく。出題範囲はこれまでの問題の中から吹きラーニング・叩きラーニングを除く問題。5問連続正解でクリア。
勝ち残り3択
出された3品の食材・料理（1人前）を比較して、指定された食材・料理を当てる。まず正解だと思う料理を完食し、その上で完食した料理の中から答えを選ぶ（解答を決める前であれば、複数の料理を食べて、選ぶ事のできる選択肢の数を増やす事もできる）。正解であれば正解の料理と新たに加えられる2品を再度比べていく。ゲストチームとの対決方式で行い、先に5問連続正解した方の勝利。
炭水化物ラーニング・勝ち残り3択（家庭科）
炭水化物の含有量が一番多い物を当てる。
初回はロッチと、2回目はロバートとの対決。
ファミレスお値段・勝ち残り3択（社会・経済）
ファミリーレストランチェーン『デニーズ』で出されている料理3品の中から、最も販売価格が高い料理を当てる。
ナイツとの対決方式。
焼き肉お値段・勝ち残り3択（社会・経済）
焼肉レストラン『安楽亭』で出されている料理3品の中から、最も販売価格が高い料理を当てる。
オリエンタルラジオとの対決方式。
2択クレープ（国語・漢字）
出題されたA・B二択問題に答える。正しいと思う方の文字がホイップクリームで描かれた特製クレープを選び、1人ずつ規定の量を完食後正誤が発表される。ゲストとの対決方式で行い、先に3問または5問連続正解した方の勝利。
漢字編（国語・漢字）
地名や動物名等当て字の漢字の読みを答える。
ロバートと対戦。先に5問連続正解した方の勝利。
クレープには最初に抽選で決められたフルーツソースと、1問正解ごとにミカン→バナナ→モモ→チョコ付きアイスクリームのトッピングも追加され、それを1人1／3枚ずつ完食する。
歌謡曲編（音楽・歌詞）
昭和・平成のヒット曲の歌詞から出題。空欄になった部分に正しく当てはまる歌詞を答える。
U字工事と対戦。先に3問連続正解した方の勝利。
クレープは、1人1／2枚ずつ完食する。更に、1問正解で果物、2問連続正解でフルーツソースとチョコ付きアイスクリームのトッピングが追加される。
7時間経過してどちらも3問連続正解を達成できなかった為、サドンデス方式にルール変更した延長戦で、勝敗を決した。
お宝編（社会・経済）
まんだらけなどにある同じカテゴリのお宝アイテム（プロ野球カード、ウルトラマン人形など）2品のうち、値段が高い方を当てる。
千鳥と対戦。先に3問連続正解した方の勝利。クレープの構成は歌謡曲編と同じ。
しかし、1回目のチャレンジでキス濱チームが3問連続正解。裏の千鳥は失敗しキス濱チームの勝利が確定したものの、もっとやりたいということで延長戦（3問行い正解数の多い方の勝利）を行い、それで勝敗を決しようとしたものの、結果は2-2となり引き分けに終わった。
珍味ラーニング（社会・地理）
出された日本各地の珍味を全員で完食後、提示された2つの都道府県のうちどちらの名産かを当てる。
平成ノブシコブシとの対決方式。先に5問連続正解した方の勝利。
こっそり節約生活～千と千賀の豆生活～（特別授業）
北山がいきなり!黄金伝説にて挑戦していた「1か月1万円生活」の便乗企画。前身の「濱キス」でも宮田が玉森相手に行った企画のリメイク。「キャラが薄い」とされた千賀がバラエティの極意を学ぶため、北山には内緒でラスト5日間のみ平行して節約生活に挑戦する。残金は25日目終了時点の北山の残金である4309円。さらに濱口から千賀にちなみ1000粒の大豆を支給（費用373円は残金から事前に差し引かれる）。メンバーや北山の対戦相手である春日俊彰（オードリー）の協力を仰ぎながら節約生活をし、最終的な残金で北山に勝利することを目指す。ただし、北山にバレてしまった時点で企画終了となる。
最終的に豆代と光熱費以外の支出を出さず、残金を1778円にしたものの、それ以前に食料を買っていた北山との差は埋めることが出来ず、結果発表で北山の残金が2000円以上であることが確定した時点で敗北した。北山の最終残金は2318円であり、最初に支給された豆すらも断らなければ勝利すら危ういという状況であった。
ぶくぶくラーニング（社会・肖像画）
肖像画を見て、その人物を二択から答える。ただし、解答権を得るにはチーム全員が予めルーレットで決められた秒数（10～60秒と10秒刻み。10秒と60秒に当たる確率は低く設定されている）、水の入った器に顔をつけて息止めをしないといけない。全員成功した場合は解答することができるが、1人でも失敗した場合は解答権なし（不正解扱い）となる。
田中卓志（アンガールズ）・春日俊彰との対決方式。1問ずつ交互に挑み、5問中より多く正解したチームの勝利。同点の場合は、体力を考慮して引き分け（延長戦実施せず）とする。
略語カルタ「略太さん」（国語）
ロバートとの対戦形式。
様々な略語が書かれた取り札の中から、まず読み手の略太さんが読み上げた略語の札を相手よりも先に取る。
札を取ったチームは、その略語の正式名称を制限時間の間考えてから、答える。正解なら、1ポイント。不正解なら「お手つき」として、略男さんに手を叩かれるお仕置きを受けた後、解答権が相手チームに移動する（相手チームも不正解の場合は、その問題は流れる）。
10ポイント先取したチームの勝利。
おくラーニング（特別課題）
当初は「WBCの放送延長によって休止」となった「吹きラーニング発表会（仮）」は、実は実際はとても流せるレベルではない「お蔵映像」であったことを発表し、実際にどこが悪かったのかを解説しつつ、今後同じを失態を起こさないように反省する。
上がラーニング（特別課題）
バラエティには「視聴率」が必要であり、視聴率を手っ取り早く稼ぐには数字を持つ「持っている男」に出てもらえばいいということで、濱キス時代からの1年半における瞬間最高視聴率ベスト10の放送回のうち、最高視聴率となった瞬間に映っている人間を発表。顔が判別できるレベルで映っていれば「持っている男」として認められる。
的当たラーニング（社会・歴史）
芸能人たるもの、特技を持っているならば最大限まで生かすべきということで、北山はサッカー（高校はサッカー推薦入学）、対戦相手のロッチ・中岡創一は陸上ホッケー（同じく高校はホッケーの推薦入学）を使った勉強法。
歴史の物事についての写真（物の名前・出来事名など）についての2択問題に挑戦。チームで暫定の解答を決定後、北山はサッカー、中岡はホッケーでAとBの的を射抜くことにチャレンジする（3×3に9分割された的の内、角四隅にA、上下左右にBの的がそれぞれ配置されている。中央の的はハズレ。）。射抜くことに成功すればその答えの解答権を得るが、暫定の解答と違った的を射抜いてもチームの解答は射抜いた的の方の答えとなる（無論、その場合でも正解ならばクリア）。なお、外した場合は不正解扱いとなる。
ロッチとの対決方式で、先に3問連続正解した方の勝利。
結果は2回目でキス濱チームが勝利したものの、最終問題が北山のミスキックで暫定解答と別の解答で正解した後味悪い結末となったため、上級問題で延長戦を行った。
おもプライス（社会・経済）
円形の解答エリアの中央に置かれた、遊具などの非常に重たい物の値段を、1万円以下・1～10万円・10～50万円・50～100万円・100～200万円・200万円以上の6択の中から推理する。
解答は、出題された物を正解だと思う値段のエリアまで持ち運ぶ。運ぶ人数は物によって決められており、人数が足りない場合は助っ人が運搬の手伝いをする。物を完全に接地させた時点で解答決定となる。一発で正解すればポイント獲得。ただし、不正解でも正解の場所に運ぶまで終えることができない（2回目以降に正解の場所に運んでもノーポイント）。
ハライチとの対戦方式。1問ずつ交互に挑んで、7問中より多く正解したチームの勝利。
野生英語（英語）
東京オリンピックを控え、もっと英語を学ぶべきということで、生物や植物に関する和訳2択問題に挑戦する。ただし、解答するには実際にその生物を捕獲・採集しなければならない。
U字工事との対戦方式。1問ずつ交互に挑んで、6問中より多く正解したチームの勝利。
当て字ラーニング（国語・漢字）
当て字を覚えるべく、1袋17kgの砂袋を持って当て字を構成する漢字を作る。全員が砂袋を持った時点で出題され、当て字を構成する1文字を砂袋を運んで作る。1問ごとの制限時間は15分。正解すればポイント獲得。不正解であってもヒントが出され、制限時間内に作り直すことができればポイントとなる。
アンガールズ・庄司智春（品川庄司・途中から参戦）との対戦方式。1問ずつ交互に挑んで、9問中より多く正解したチームの勝利。公正を期すため芸人チームには助っ人（キス濱チーム8人に合わせるよう5～6人）が加わるが、助っ人に対しては逐一指示を行わなければならない（指示をしない場合は動かず、止める場合も指示しなければ延々とその作業を続ける）。
ゆるキャラーニング（社会・地理）
全国各地のゆるキャラの出身地2択問題を当てる。解答するにはゆるキャラの着ぐるみを神輿に乗せて指定したルートを運ぶ。シンキングタイムは神輿を担いでから行う。道は途中で二股に分かれており、正解だと思う出身地のルートへ運ぶ。また、ゴールと反対方向の場所に運べばヒント（ゆるキャラの名前）を聞くことができる。正解であれば1ポイント、不正解の場合は罰としてゆるキャラの出身地の名産品を自腹で購入しなければならない。
ロバートとの対戦方式。1問ずつ交互に挑んで、8問中より多く正解したチームの勝利（同点の場合は延長戦無しの引き分け）。問題の難易度は回が進むにつれ難易度が上がる。また、神輿は8人用であるため、ロバートには5人の助っ人が加わる。
ブッキングラーニング
アルバイトをしたことが無いキスマイのメンバーに仕事の大変さを知ってもらう企画。この企画では濱口は学生服ではなく業界人風の「濱口プロデューサー」として進行する。
日本タレント名鑑を使用し、メンバー自らが各事務所の女性タレントのマネージャーに番組に出演してもらうよう交渉を行う。ただし、出演条件として「カメラの前ですっぴんを晒してもらうこと」「収録が当日18時であること」の2点を了承してもらわなければならない。
制限時間7時間の間に女性タレントとブッキングし、18時から行われる収録に3人以上女性タレントが出演すれば成功となる。
棚落ちラーニング
人気商品の裏で不人気のため棚から降ろされる「棚落ち商品」を当てる。
道の駅や物産センターに置かれているおみやげ・名産品のうち、既に販売されていない不人気商品5品を、ゲスト芸人とともに2人1組で1品ずつ選んでいく。選んだ商品は棚から全て撤去したあと全員で試食。判定は店員から告げられ、不人気商品であれば正解、人気商品（不正解）であれば人気商品を貶めたとして店員に謝罪後、急いで全て棚に戻さなければならない。不人気商品5品を全て当てるまでロケは終わらない。
漫画キャラーニング
貞本義行版「新世紀エヴァンゲリオン」全13巻をメンバーが前日夜に一夜漬けで読んでもらい、本番では登場人物30人の名前を答えてもらう。制限時間3時間以内に全問正解すればクリア。不正解の場合は再び漫画を読んで正解の部分を探し出した後、1問目から再度挑戦する。また、所々ではその登場人物に関する一夜漬けうんちくを披露してもらう。
クイズ作家ラーニング
「ドラえもん 新・のび太の大魔境 〜ペコと5人の探検隊〜」の主題歌を歌うキスマイにちなみ、藤子・F・不二雄ミュージアムを貸切り、展示物からドラえもんに関するクイズを作ってもらう。濱口・キスマイ5人・ハライチの8人がそれぞれ考え、現役クイズ作家3人（日髙大介・田中健一・水野圭祐）に出題。クイズ作家は「実際のクイズ番組で使えるレベルか」という基準で判定し、全員から合格をもらえば1問クリア。5問クリアするまでロケは終わらない。
自腹資格所得ツアー
資格を何も持っていない濱口とキスマイ7人が、1日で取得できる資格に挑戦する。ただし、受験料は各人が自腹で支払わなければならない。
パラパラーニング
本隊ロケで活躍できなかったキスマイの内、2人が挑戦する過酷ロケ。「これまでのキス濱の活躍をパラパラ漫画で表そうとしたが、手の空いているスタッフがいなかった」として、本隊ロケの最中にひたすらパラパラ漫画を描き続けてもらう。
これまでパラパラーニングに参加したメンバー
一回目 北山、二階堂
二回目 千賀、宮田
三回目 横尾、二階堂
四回目 玉森、宮田
五回目 北山、二階堂
玉森と千賀と横尾は一回、北山と宮田は二回、二階堂は三回となった。キスマイの中でパラパラーニングに参加していないのは藤ヶ谷のみ。

## ネット局と放送時間

### キス濱ラーニング
| 放送対象地域   | 放送局                   | 系列           | 放送日時                 | 放送開始日     | 備考       |
| -------------- | ------------------------ | -------------- | ------------------------ | -------------- | ---------- |
| 関東広域圏     | テレビ朝日（EX）         | テレビ朝日系列 | 水曜 25時21分 - 25時51分 | 2012年10月3日  | 制作局     |
| 愛媛県         | 愛媛朝日テレビ（eat）    | テレビ朝日系列 | 水曜 25時20分 - 25時50分 | 2012年10月3日  | 同時ネット |
| 長野県         | 長野朝日放送（abn）      | テレビ朝日系列 | 土曜 25時45分 - 26時15分 | 2012年10月13日 | 10日遅れ   |
| 熊本県         | 熊本朝日放送（KAB）      | テレビ朝日系列 | 月曜 25時15分 - 25時45分 | 2012年10月15日 | 12日遅れ   |
| 福岡県         | 九州朝日放送（KBC）      | テレビ朝日系列 | 月曜 25時15分 - 25時45分 | 2012年10月15日 | 12日遅れ   |
| 青森県         | 青森朝日放送（ABA）      | テレビ朝日系列 | 火曜 24時20分 - 24時50分 | 2012年10月16日 | 13日遅れ   |
| 新潟県         | 新潟テレビ21（UX）       | テレビ朝日系列 | 水曜 25時20分 - 25時50分 | 2012年10月17日 | 14日遅れ   |
| 大分県         | 大分朝日放送（OAB）      | テレビ朝日系列 | 金曜 25時20分 - 25時50分 | 2012年10月26日 | 23日遅れ   |
| 広島県         | 広島ホームテレビ（HOME） | テレビ朝日系列 | 水曜 25時51分 - 26時21分 | 2012年10月31日 | 28日遅れ   |
| 石川県         | 北陸朝日放送（HAB）      | テレビ朝日系列 | 日曜 25時10分 - 25時40分 | 2012年11月4日  | 32日遅れ   |
| 中京広域圏     | メ〜テレ（NBN）          | テレビ朝日系列 | 土曜 24時50分 - 25時20分 | 2012年11月17日 | 24日遅れ   |
| 長崎県         | 長崎文化放送（NCC）      | テレビ朝日系列 | 火曜 25時21分 - 25時51分 | 2012年11月27日 | 69日遅れ   |
| 近畿広域圏     | 朝日放送（ABC）          | テレビ朝日系列 | 月曜 26時13分 - 26時43分 | 2013年1月12日  | 96日遅れ   |
| 静岡県         | 静岡朝日テレビ（SATV）   | テレビ朝日系列 | 土曜 25時45分 - 26時15分 | 2013年1月19日  | 94日遅れ   |
| 鹿児島県       | 鹿児島放送（KKB）        | テレビ朝日系列 | 日曜 25時45分 - 26時15分 | 2013年2月17日  | 137日遅れ  |
| 香川県・岡山県 | 瀬戸内海放送（KSB）      | テレビ朝日系列 | 木曜 24時20分 - 24時50分 | 2013年3月20日  | 156日遅れ  |

### キス濱ラーニング2
| 放送対象地域   | 放送局                   | 系列           | 放送日時                 | 放送開始日    | 備考       |
| -------------- | ------------------------ | -------------- | ------------------------ | ------------- | ---------- |
| 関東広域圏     | テレビ朝日（EX）         | テレビ朝日系列 | 水曜 25時21分 - 25時51分 | 2013年4月3日  | 制作局     |
| 愛媛県         | 愛媛朝日テレビ（eat）    | テレビ朝日系列 | 水曜 25時20分 - 25時50分 | 2013年4月3日  | 同時ネット |
| 中京広域圏     | メ〜テレ（NBN）          | テレビ朝日系列 | 土曜 24時50分 - 25時20分 | 2013年4月13日 | 10日遅れ   |
| 長野県         | 長野朝日放送（abn）      | テレビ朝日系列 | 土曜 25時45分 - 26時15分 | 2013年4月13日 | 10日遅れ   |
| 福岡県         | 九州朝日放送（KBC）      | テレビ朝日系列 | 月曜 25時15分 - 25時45分 | 2013年4月15日 | 12日遅れ   |
| 熊本県         | 熊本朝日放送（KAB）      | テレビ朝日系列 | 月曜 25時15分 - 25時45分 | 2013年4月15日 | 12日遅れ   |
| 青森県         | 青森朝日放送（ABA）      | テレビ朝日系列 | 火曜 24時50分 - 25時20分 | 2013年4月16日 | 13日遅れ   |
| 新潟県         | 新潟テレビ21（UX）       | テレビ朝日系列 | 水曜 25時20分 - 25時50分 | 2013年4月17日 | 14日遅れ   |
| 福島県         | 福島放送（KFB）          | テレビ朝日系列 | 水曜 24時20分 - 24時50分 | 2013年4月24日 | 21日遅れ   |
| 大分県         | 大分朝日放送（OAB）      | テレビ朝日系列 | 金曜 25時20分 - 25時50分 | 2013年4月27日 | 23日遅れ   |
| 石川県         | 北陸朝日放送（HAB）      | テレビ朝日系列 | 日曜 25時10分 - 25時40分 | 2013年4月28日 | 25日遅れ   |
| 広島県         | 広島ホームテレビ（HOME） | テレビ朝日系列 | 水曜 25時51分 - 26時21分 | 2013年5月8日  | 35日遅れ   |
| 長崎県         | 長崎文化放送（NCC）      | テレビ朝日系列 | 火曜 25時21分 - 25時51分 | 2013年5月21日 | 48日遅れ   |
| 近畿広域圏     | 朝日放送（ABC）          | テレビ朝日系列 | 月曜 26時13分 - 26時43分 | 2013年7月1日  | 89日遅れ   |
| 静岡県         | 静岡朝日テレビ（SATV）   | テレビ朝日系列 | 土曜 25時45分 - 26時15分 | 2013年7月6日  | 101日遅れ  |
| 鹿児島県       | 鹿児島放送（KKB）        | テレビ朝日系列 | 日曜 25時45分 - 26時15分 | 2013年8月18日 | 137日遅れ  |
| 香川県・岡山県 | 瀬戸内海放送（KSB）      | テレビ朝日系列 | 木曜 24時20分 - 24時50分 | 2013年9月19日 | 156日遅れ  |

### キス濱ラーニング3
| 放送対象地域   | 放送局                 | 系列           | 放送日時                 | 放送開始日     | 備考       |
| -------------- | ---------------------- | -------------- | ------------------------ | -------------- | ---------- |
| 関東広域圏     | テレビ朝日（EX）       | テレビ朝日系列 | 水曜 25時21分 - 25時51分 | 2013年10月2日  | 制作局     |
| 愛媛県         | 愛媛朝日テレビ（eat）  | テレビ朝日系列 | 水曜 25時20分 - 25時50分 | 2013年10月2日  | 同時ネット |
| 福岡県         | 九州朝日放送（KBC）    | テレビ朝日系列 | 月曜 25時15分 - 25時45分 | 2013年10月14日 | 12日遅れ   |
| 熊本県         | 熊本朝日放送（KKB）    | テレビ朝日系列 | 月曜 25時15分 - 25時45分 | 2013年10月14日 | 12日遅れ   |
| 青森県         | 青森朝日放送（ABA）    | テレビ朝日系列 | 火曜 24時50分 - 25時20分 | 2013年10月15日 | 13日遅れ   |
| 福島県         | 福島放送（KFB）        | テレビ朝日系列 | 水曜 24時20分 - 24時50分 | 2013年10月16日 | 14日遅れ   |
| 新潟県         | 新潟テレビ21（UX）     | テレビ朝日系列 | 水曜 25時20分 - 25時50分 | 2013年10月16日 | 14日遅れ   |
| 中京広域圏     | メ〜テレ（NBN）        | テレビ朝日系列 | 土曜 24時50分 - 25時20分 | 2013年10月19日 | 17日遅れ   |
| 長野県         | 長野朝日放送（abn）    | テレビ朝日系列 | 土曜 25時45分 - 26時15分 | 2013年10月26日 | 24日遅れ   |
| 長崎県         | 長崎文化放送（NCC）    | テレビ朝日系列 | 火曜 25時21分 - 25時51分 | 2013年11月5日  | 34日遅れ   |
| 石川県         | 北陸朝日放送（HAB）    | テレビ朝日系列 | 日曜 25時10分 - 25時40分 | 2013年11月17日 | 46日遅れ   |
| 大分県         | 大分朝日放送（OAB）    | テレビ朝日系列 | 木曜 25時15分 - 25時45分 | 2013年12月6日  | 64日遅れ   |
| 静岡県         | 静岡朝日テレビ（SATV） | テレビ朝日系列 | 土曜 25時45分 - 26時15分 | 2014年1月11日  | 101日遅れ  |
| 近畿広域圏     | 朝日放送（ABC）        | テレビ朝日系列 | 月曜 26時13分 - 26時43分 | 2014年1月13日  | 103日遅れ  |
| 鹿児島県       | 鹿児島放送（KKB）      | テレビ朝日系列 | 日曜 25時45分 - 26時15分 | 2014年2月9日   | 130日遅れ  |
| 香川県・岡山県 | 瀬戸内海放送（KSB）    | テレビ朝日系列 | 木曜 24時20分 - 24時50分 | 2014年3月13日  | 162日遅れ  |

### スペシャル版

#### 第1弾
| 放送対象地域   | 放送局                   | 系列           | 放送日時                           | 遅れ       |
| -------------- | ------------------------ | -------------- | ---------------------------------- | ---------- |
| 関東広域圏     | テレビ朝日（EX）         | テレビ朝日系列 | 2012年12月14日 23時15分 - 24時15分 | 制作局     |
| 青森県         | 青森朝日放送（ABA）      | テレビ朝日系列 | 2012年12月14日 23時15分 - 24時15分 | 同時ネット |
| 岩手県         | 岩手朝日テレビ（IAT）    | テレビ朝日系列 | 2012年12月14日 23時15分 - 24時15分 | 同時ネット |
| 宮城県         | 東日本放送（KHB）        | テレビ朝日系列 | 2012年12月14日 23時15分 - 24時15分 | 同時ネット |
| 秋田県         | 秋田朝日放送（AAB）      | テレビ朝日系列 | 2012年12月14日 23時15分 - 24時15分 | 同時ネット |
| 山形県         | 山形テレビ（YTS）        | テレビ朝日系列 | 2012年12月14日 23時15分 - 24時15分 | 同時ネット |
| 新潟県         | 新潟テレビ21（UX）       | テレビ朝日系列 | 2012年12月14日 23時15分 - 24時15分 | 同時ネット |
| 長野県         | 長野朝日放送（abn）      | テレビ朝日系列 | 2012年12月14日 23時15分 - 24時15分 | 同時ネット |
| 石川県         | 北陸朝日放送（HAB）      | テレビ朝日系列 | 2012年12月14日 23時15分 - 24時15分 | 同時ネット |
| 中京広域圏     | メ〜テレ（NBN）          | テレビ朝日系列 | 2012年12月14日 23時15分 - 24時15分 | 同時ネット |
| 広島県         | 広島ホームテレビ（HOME） | テレビ朝日系列 | 2012年12月14日 23時15分 - 24時15分 | 同時ネット |
| 山口県         | 山口朝日放送（yab）      | テレビ朝日系列 | 2012年12月14日 23時15分 - 24時15分 | 同時ネット |
| 香川県・岡山県 | 瀬戸内海放送（KSB）      | テレビ朝日系列 | 2012年12月14日 23時15分 - 24時15分 | 同時ネット |
| 愛媛県         | 愛媛朝日テレビ（eat）    | テレビ朝日系列 | 2012年12月14日 23時15分 - 24時15分 | 同時ネット |
| 福岡県         | 九州朝日放送（KBC）      | テレビ朝日系列 | 2012年12月14日 23時15分 - 24時15分 | 同時ネット |
| 長崎県         | 長崎文化放送（NCC）      | テレビ朝日系列 | 2012年12月14日 23時15分 - 24時15分 | 同時ネット |
| 熊本県         | 熊本朝日放送（KAB）      | テレビ朝日系列 | 2012年12月14日 23時15分 - 24時15分 | 同時ネット |
| 大分県         | 大分朝日放送（OAB）      | テレビ朝日系列 | 2012年12月14日 23時15分 - 24時15分 | 同時ネット |
| 沖縄県         | 琉球朝日放送（QAB）      | テレビ朝日系列 | 2012年12月14日 23時15分 - 24時15分 | 同時ネット |
| 静岡県         | 静岡朝日テレビ（SATV）   | テレビ朝日系列 | 2012年12月14日 23時45分 - 24時45分 | 30分遅れ   |
| 近畿広域圏     | 朝日放送（ABC）          | テレビ朝日系列 | 2012年12月14日 24時24分 - 25時24分 | 69分遅れ   |
| 福島県         | 福島放送（KFB）          | テレビ朝日系列 | 2013年1月5日 16時30分 - 17時30分   | 22日遅れ   |

#### 第2弾
| 放送対象地域   | 放送局                   | 系列           | 放送日時                          | 遅れ       |
| -------------- | ------------------------ | -------------- | --------------------------------- | ---------- |
| 関東広域圏     | テレビ朝日（EX）         | テレビ朝日系列 | 2013年9月20日 23時15分 - 24時15分 | 制作局     |
| 北海道         | 北海道テレビ（HTB）      | テレビ朝日系列 | 2013年9月20日 23時15分 - 24時15分 | 同時ネット |
| 青森県         | 青森朝日放送（ABA）      | テレビ朝日系列 | 2013年9月20日 23時15分 - 24時15分 | 同時ネット |
| 岩手県         | 岩手朝日テレビ（IAT）    | テレビ朝日系列 | 2013年9月20日 23時15分 - 24時15分 | 同時ネット |
| 宮城県         | 東日本放送（KHB）        | テレビ朝日系列 | 2013年9月20日 23時15分 - 24時15分 | 同時ネット |
| 秋田県         | 秋田朝日放送（AAB）      | テレビ朝日系列 | 2013年9月20日 23時15分 - 24時15分 | 同時ネット |
| 山形県         | 山形テレビ（YTS）        | テレビ朝日系列 | 2013年9月20日 23時15分 - 24時15分 | 同時ネット |
| 福島県         | 福島放送（KFB）          | テレビ朝日系列 | 2013年9月20日 23時15分 - 24時15分 | 同時ネット |
| 新潟県         | 新潟テレビ21（UX）       | テレビ朝日系列 | 2013年9月20日 23時15分 - 24時15分 | 同時ネット |
| 長野県         | 長野朝日放送（abn）      | テレビ朝日系列 | 2013年9月20日 23時15分 - 24時15分 | 同時ネット |
| 石川県         | 北陸朝日放送（HAB）      | テレビ朝日系列 | 2013年9月20日 23時15分 - 24時15分 | 同時ネット |
| 中京広域圏     | メ〜テレ                 | テレビ朝日系列 | 2013年9月20日 23時15分 - 24時15分 | 同時ネット |
| 広島県         | 広島ホームテレビ（HOME） | テレビ朝日系列 | 2013年9月20日 23時15分 - 24時15分 | 同時ネット |
| 山口県         | 山口朝日放送（yab）      | テレビ朝日系列 | 2013年9月20日 23時15分 - 24時15分 | 同時ネット |
| 香川県・岡山県 | 瀬戸内海放送（KSB）      | テレビ朝日系列 | 2013年9月20日 23時15分 - 24時15分 | 同時ネット |
| 愛媛県         | 愛媛朝日テレビ（eat）    | テレビ朝日系列 | 2013年9月20日 23時15分 - 24時15分 | 同時ネット |
| 福岡県         | 九州朝日放送（KBC）      | テレビ朝日系列 | 2013年9月20日 23時15分 - 24時15分 | 同時ネット |
| 熊本県         | 熊本朝日放送（KAB）      | テレビ朝日系列 | 2013年9月20日 23時15分 - 24時15分 | 同時ネット |
| 大分県         | 大分朝日放送（OAB）      | テレビ朝日系列 | 2013年9月20日 23時15分 - 24時15分 | 同時ネット |
| 鹿児島県       | 鹿児島放送（KKB）        | テレビ朝日系列 | 2013年9月20日 23時15分 - 24時15分 | 同時ネット |
| 静岡県         | 静岡朝日テレビ（SATV）   | テレビ朝日系列 | 2013年9月20日 23時45分 - 24時45分 | 30分遅れ   |
| 近畿広域圏     | 朝日放送（ABC）          | テレビ朝日系列 | 2013年9月20日 24時24分 - 25時24分 | 69分遅れ   |

#### 第3弾
| 放送対象地域   | 放送局                   | 系列           | 放送日時                           | 遅れ       |
| -------------- | ------------------------ | -------------- | ---------------------------------- | ---------- |
| 関東広域圏     | テレビ朝日（EX）         | テレビ朝日系列 | 2013年12月20日 23時15分 - 24時15分 | 制作局     |
| 北海道         | 北海道テレビ（HTB）      | テレビ朝日系列 | 2013年12月20日 23時15分 - 24時15分 | 同時ネット |
| 青森県         | 青森朝日放送（ABA）      | テレビ朝日系列 | 2013年12月20日 23時15分 - 24時15分 | 同時ネット |
| 岩手県         | 岩手朝日テレビ（IAT）    | テレビ朝日系列 | 2013年12月20日 23時15分 - 24時15分 | 同時ネット |
| 宮城県         | 東日本放送（KHB）        | テレビ朝日系列 | 2013年12月20日 23時15分 - 24時15分 | 同時ネット |
| 秋田県         | 秋田朝日放送（AAB）      | テレビ朝日系列 | 2013年12月20日 23時15分 - 24時15分 | 同時ネット |
| 山形県         | 山形テレビ（YTS）        | テレビ朝日系列 | 2013年12月20日 23時15分 - 24時15分 | 同時ネット |
| 福島県         | 福島放送（KFB）          | テレビ朝日系列 | 2013年12月20日 23時15分 - 24時15分 | 同時ネット |
| 新潟県         | 新潟テレビ21（UX）       | テレビ朝日系列 | 2013年12月20日 23時15分 - 24時15分 | 同時ネット |
| 長野県         | 長野朝日放送（abn）      | テレビ朝日系列 | 2013年12月20日 23時15分 - 24時15分 | 同時ネット |
| 石川県         | 北陸朝日放送（HAB）      | テレビ朝日系列 | 2013年12月20日 23時15分 - 24時15分 | 同時ネット |
| 中京広域圏     | メ〜テレ                 | テレビ朝日系列 | 2013年12月20日 23時15分 - 24時15分 | 同時ネット |
| 広島県         | 広島ホームテレビ（HOME） | テレビ朝日系列 | 2013年12月20日 23時15分 - 24時15分 | 同時ネット |
| 山口県         | 山口朝日放送（yab）      | テレビ朝日系列 | 2013年12月20日 23時15分 - 24時15分 | 同時ネット |
| 香川県・岡山県 | 瀬戸内海放送（KSB）      | テレビ朝日系列 | 2013年12月20日 23時15分 - 24時15分 | 同時ネット |
| 愛媛県         | 愛媛朝日テレビ（eat）    | テレビ朝日系列 | 2013年12月20日 23時15分 - 24時15分 | 同時ネット |
| 福岡県         | 九州朝日放送（KBC）      | テレビ朝日系列 | 2013年12月20日 23時15分 - 24時15分 | 同時ネット |
| 長崎県         | 長崎文化放送（NCC）      | テレビ朝日系列 | 2013年12月20日 23時15分 - 24時15分 | 同時ネット |
| 熊本県         | 熊本朝日放送（KAB）      | テレビ朝日系列 | 2013年12月20日 23時15分 - 24時15分 | 同時ネット |
| 大分県         | 大分朝日放送（OAB）      | テレビ朝日系列 | 2013年12月20日 23時15分 - 24時15分 | 同時ネット |
| 鹿児島県       | 鹿児島放送（KKB）        | テレビ朝日系列 | 2013年12月20日 23時15分 - 24時15分 | 同時ネット |
| 沖縄県         | 琉球朝日放送（QAB）      | テレビ朝日系列 | 2013年12月20日 23時15分 - 24時15分 | 同時ネット |
| 静岡県         | 静岡朝日テレビ（SATV）   | テレビ朝日系列 | 2013年12月20日 23時45分 - 24時45分 | 30分遅れ   |
| 近畿広域圏     | 朝日放送（ABC）          | テレビ朝日系列 | 2013年12月20日 24時24分 - 25時24分 | 69分遅れ   |

## スタッフ
- ナレーション：奈佐健臣[22]
- 企画：奥川晃弘（2013年7月3日 - 以前は、ゼネラルプロデューサー）
- 構成：鈴木おさむ、樋口卓治、楠田信行
- イラスト：宮下あきら
- ロケ技術：羽田廣宣、駒崎肇、辺見洋、七澤甲（tsp）
- デザイン：金澤弘道
- 美術進行：髙崎香織
- 小道具：宮本恵美子
- ヘアメイク：小野やよい
- 衣装：片瀬奈穂
- 編集：菊川雄太（IMAGICA）
- MA：青木雅春（IMAGICA）
- 編集協力：東京オフラインセンター
- 音効：村井雅史
- TK：中里優子（エムアンドエム）
- 編成：松瀬俊一郎
- 宣伝：平野三和、平泉季里子
- 特別協力：ジャニーズ事務所
- 制作スタッフ：北船一慈、東裕二、遠入涼、大久保麻映、山崎亮、高橋亜季
- アシスタントプロデューサー：水野佳世
- ディレクター：米田裕一、辺見敏章、岡村学、堀雄一、小島隆補、古郡武昭
- プロデューサー：奥田創史、渡辺章太郎
- ゼネラルプロデューサー：本部純（2013年7月3日 - ）
- 製作著作：テレビ朝日

### 過去のスタッフ
- 編集：石鍋孝敏、和津田裕樹（IMAGICA）
- 美術協力：テレビ朝日クリエイト
- 制作スタッフ：渡邊達也、佐々木智子、松木涼介
- ディレクター：山田和也
- プロデューサー：松井正樹